# Harbour Boat Trips Vol. 02: Copenhagen by Trentemøller
Harbour Boat Trips Vol. 02: Copenhagen by Trentemøller è la quinta raccolta del musicista danese Trentemøller, pubblicata il 23 novembre 2018 dalla HFN Music.

## Descrizione
Si tratta del secondo volume realizzato a distanza nove anni dalla prima parte e contiene una selezione di brani appartenenti alla scena musicale danese e internazionale curata dall'artista e missata in un'unica sequenza. Inoltre sono presenti tre nuovi remix e una reinterpretazione di Transformer Man di Neil Young, estratta come singolo nell'ottobre dello stesso anno.

## Tracce
1. Pyrit – Time for Wind – 5:25
2. A Place to Bury Strangers – Never Coming Back (Trentemøller Remix) – 5:18
3. The Raveonettes – Expelled from Love – 3:15
4. How Do I – Knowing Me, Knowing You – 3:52
5. Kira Skov – I Celebrate My Life (Trentemøller Remix) – 4:38
6. The Lollipops – Naked When You Come – 2:37
7. Tropic of Cancer – Children of a Lesser God – 7:31
8. Black Marble – Static – 2:58
9. Trentemøller – One Eye Open (Trentemøller Remix HBT Edit) – 5:33
10. John Maus & Molly Nilsson – Hey Moon! – 4:08
11. Trentemøller – Transformer Man – 3:26
12. Slowdive – Slomo – 6:53
13. Moon Duo – Lost in Light – 8:38
14. CTM – Paloma Pt. 2 – 2:21
15. The KVB – In Deep – 3:24
16. Levin Goes Lightly – 1989 – 5:48